# Stéphane Capiaux
Stéphane Capiaux, né le 5 juin 1969 à Lille, est un footballeur français. Il évoluait au poste de milieu de terrain.

## Biographie
Milieu de terrain offensif formé à Wasquehal, il porte le maillot de l'AS Nancy-Lorraine durant quatre saisons, de 1994 à 1998. Il participe au titre champion de France de Division 2 en 1998 avec l'AS Nancy-Lorraine dont figurait entre autres Tony Cascarino et entrainé par László Bölöni.
Il a refusé de signer à St-Etienne et a quitté un stage du PSG.
Il rejoint en 2000 l'Entente sportive de Wasquehal son club formateur alors en Division 2. Il est passé par les Chamois niortais et le Stade lavallois.

## Statistiques
| Saison                | Club                  | Championnat           | Championnat | Championnat | Coupe nationale | Coupe nationale | Coupe de la Ligue | Coupe de la Ligue | Total | Total |
| Saison                | Club                  | Division              | M.          | B.          | M.              | B.              | M.                | B.                | M.    | B.    |
| 1994-1995             | AS Nancy-Lorraine     | Division 2            | 30          | 1           | 4               | 1               | 1                 | 0                 | 35    | 2     |
| 1995-1996             | AS Nancy-Lorraine     | Division 2            | 35          | 3           | 3               | 2               | 2                 | 0                 | 40    | 5     |
| 1996-1997             | AS Nancy-Lorraine     | Division 1            | 29          | 0           | 1               | 0               | 1                 | 0                 | 31    | 0     |
| 1997-1998             | AS Nancy-Lorraine     | Division 2            | 29          | 1           | 1               | 0               | 1                 | 0                 | 31    | 1     |
| Sous-total            | Sous-total            | Sous-total            | 123         | 5           | 9               | 3               | 5                 | 0                 | 137   | 8     |
| 1998-1999             | Stade lavallois       | Division 2            | 11          | 0           | -               | -               | -                 | -                 | 11    | 0     |
| Sous-total            | Sous-total            | Sous-total            | 11          | 0           | -               | -               | -                 | -                 | 11    | 0     |
| 1999-2000             | Chamois Niortais FC   | Division 2            | 17          | 0           | 1               | 0               | 1                 | 0                 | 19    | 0     |
| Sous-total            | Sous-total            | Sous-total            | 17          | 0           | 1               | 0               | 1                 | 0                 | 19    | 0     |
| 2000-2001             | ES Wasquehal          | Division 2            | 26          | 1           | 2               | 0               | 2                 | 1                 | 30    | 2     |
| 2001-2002             | ES Wasquehal          | Division 2            | 15          | 2           | -               | -               | 1                 | 1                 | 16    | 3     |
| 2004-2005             | ES Wasquehal          | National              | 16          | 1           | -               | -               | -                 | -                 | 16    | 1     |
| Sous-total            | Sous-total            | Sous-total            | 57          | 4           | 2               | 0               | 3                 | 2                 | 62    | 6     |
| Total sur la carrière | Total sur la carrière | Total sur la carrière | 208         | 9           | 11              | 3               | 9                 | 2                 | 228   | 14    |

## Palmarès
- AS Nancy-Lorraine
  - Vainqueur du championnat de France de Division 2 en 1998
- Union sportive changéenne
  - Vainqueur du Championnat de Division Honneur du Maine en 2004